# Dusmadiores
Dusmadiores là một chi nhện trong họ mierenjagers (Zodariidae).

## Các loài
Các loài trong chi này gồm:
- Dusmadiores doubeni Jocqué, 1987
- Dusmadiores katelijnae Jocqué, 1987 *
- Dusmadiores robanja Jocqué, 1987